# أندرو بيرتي
أندرو بيرتي (بالإنجليزية: Andrew Willoughby Ninian Bertie) هـو من أصل بريطاني ولد في الخامس عشر من أيـار / مايو 1929م في مدينة لندن. وينحدر من قبائل الانجلو ساكسونية القديمة تخرج من جامعة أوكسفورد وتخصص بالتاريخ الحديث للكنائس المسيحية وحصل على شهادة عليا بالدراسات الشرقية والأفريقية من جامعة لندن. ولقد خدم في الجيش البريطاني في الفترة من 1948 - 1950 ضمن صفوف الحرس الإسكتلندي، والتحق بصفوف فرسان مالطا في عـام 1956م وحصل على الحزام الأسود بالجودو.
تــم انتخابة رئيســاً للحكـومـة مدى الحيـاة عــام 1988م. وهو أول بريطانى يرأس المنظمة منذ عام 1277م و الرئيس الثامن والسبعين لحــكومـة فرسان مالطة ويحمل رتبة كاردينال (السيد الأكبر) . ويعاونـة أربعـة من كبـار المسؤلين وقرابـة العشرين مسؤل من المسؤلين الاخريـن ويعـامل دولياً كرئيس بكل الصلاحيــات و الحصانات الدبلوماسية التي يتمتـع بها في العالـم.

## انظر
- فرسان مالطة
- فرسان القديس يوحنا
- قلعة الحصن
- جمعية الاخوة المخلصين